# Епархия Канопы
Епархия Канопы (лат. Dioecesis Canopitana) — титулярная епархия Римско-Католической церкви с 1760 по 1946 год.

## История
Город Канопа, который в современном Египте является восточным районом Александрии, был местом епископской кафедры в IV веке. В настоящее время возле Абукира находятся раскопки Canopus (abouna Kir). Епархия Канопы входила в Александрийский патриархат.
Согласно Catholic Encyclopedia канопский епископ распространял свою юрисдикцию также и на епархии Менелаиты и Схедии. Известны два епископа епархии — Атлас (упоминается в 325 году) и Агатодем (упоминается в 362 году).
В истории церкви город Канопа известен мученичеством святого Кира, мощи которого были перенесены в Рим в VII веке.
С 1760 года епархия Канопы является титулярной епархией Римско-Католической церкви. В 1946 года титулярная епархия Канопы была упразднена.

## Титулярные епископы
- епископ Луи де Роган (24 марта 1760 — 11 марта 1779) — назначен епископом Страсбурга;
- епископ Жан-Габриэль д’Аге (20.09.1779 — 1.03.1783) — назначен епископом Периньяна-Эльна;
- епископ Антуан Касимир Либер де Стокем (3.12.1792 — 27.08.1811);
- епископ Адальберт фон Пехман (24.03.1824 — 9.03.1860);
- епископ Лодовико Мария Бези (3.09.1839 — 8.09.1871);
- епископ Карло де Каприо (3.04.1876 — 13.12.1880) — назначен епископом Сесса-Аурунки;
- епископ Иносенсио Мария Ереги (13.05.1881 — 22.11.1881) — назначен епископом Монтевидео;
- епископ Николас Алоизиус Галлахер (10.01.1882 — 16.12.1892) — назначен епископом Галвестона;
- епископ Фердинандо Мария Чери (12.06.1893 — 22.01.1899) — назначен епископом Сант’Агата-де'-Готи;
- епископ Антонио Падовани (29.04.1909 — 1914);
- епископ Адольфо Турки (8.09.1914 — 17.07.1918) — назначен архиепископом Л’Акуилы;
- епископ Огюст-Эрне-Дезире-Мари Гаспе (16.12.1920 — 11.04.1946) — назначен епископом Цзилиня.